# Raed

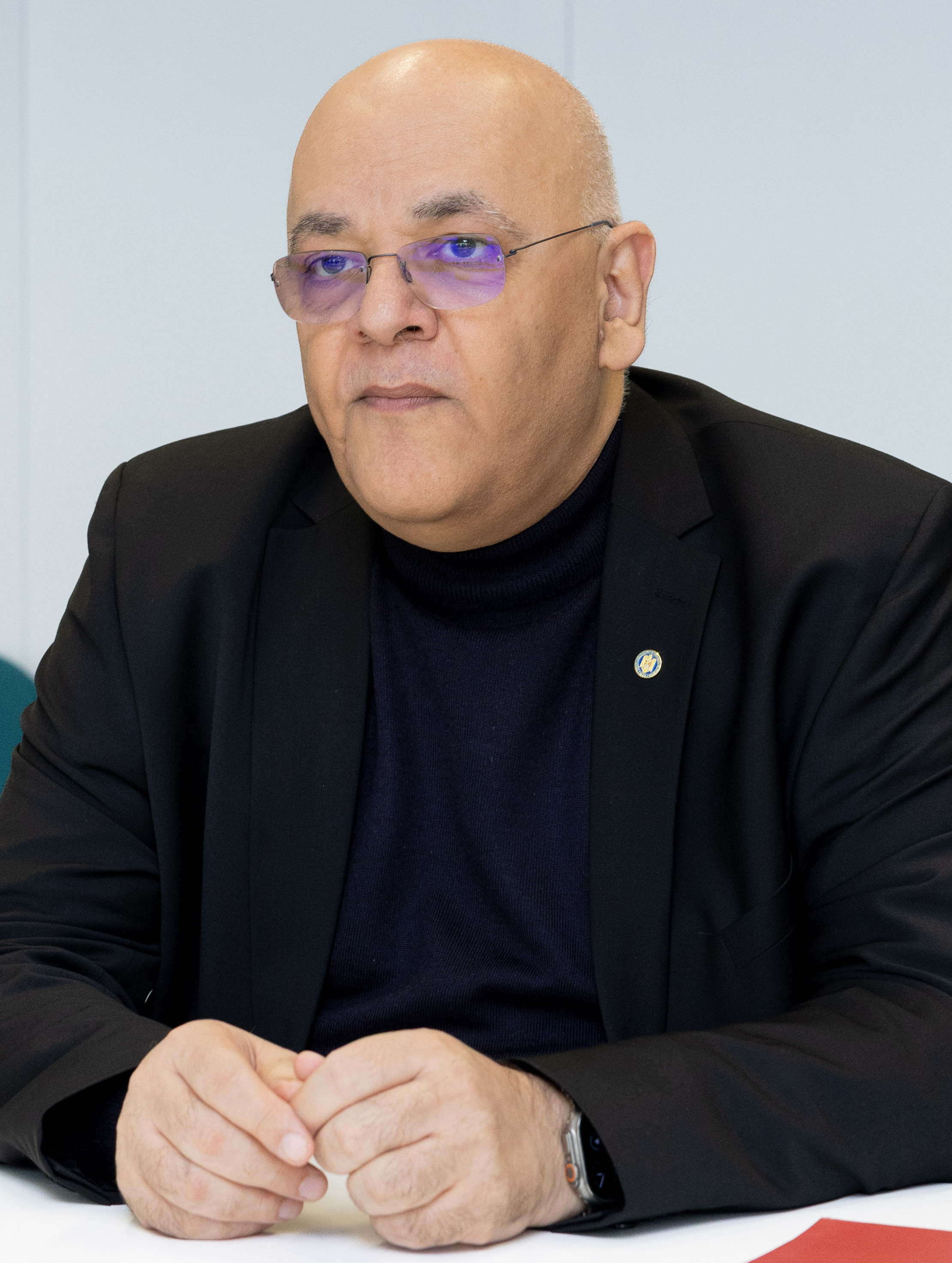
Raed Arafat, 2025.

Raed är ett förnamn som ursprungligen kommer ifrån Mellanöstern, och kan användas både av kvinnor och män, även om det är vanligare som mansnamn. Direkt översatt till svenskan betyder det ungefär "åska".
Namnsdag saknas.

## Personer med namnet Raed
- Raed Arafat, rumänsk-palestinsk läkare och politiker